# Unique (hudební skupina)
Unique je newyorská studiová krátkotrvající postdiscová hudební skupina sestavená producentem Deemsem J. Smithem v roce 1982, jež byla aktivní v brzkých osmdesátých letech.
Tato skupina publikovala celkově dvě písně, jedna "What I Got Is What You Need" v roce 1983 a druhá "You Make Me Feel So Good" v roce 1984, pro proslulou newyorskou nahrávací společnost Prelude Records, jež se vyznačovala hlavně tím, že především publikovala taneční nahrávky z postdisco éry v osmdesátých létech.

## Discografie
| Rok  | Název písně                   | Label         | Dance Singles | R&B Singles |
| ---- | ----------------------------- | ------------- | ------------- | ----------- |
| 1983 | "What I Got Is What You Need" | Prelude / CBS | #30           | #78         |
| 1984 | "You Make Me Feel So Good"    | Prelude       | ―             | ―           |